# Latosculum ruizi
Latosculum ruizi là một loài tò vò trong họ Ichneumonidae.